# قواعد و زبان خصوصی از نظر ویتگنشتاین
قواعد و زبان خصوصی از نظر ویتگنشتاین (به انگلیسی: Wittgenstein on Rules and Private Language) کتابی است نوشتهٔ سول کریپکی که در ۱۹۸۲ منتشر شده است. قسمت عمده‌ای از کتاب به خوانش شکاکانه‌ای از استدلال مشهوری در مورد زبان خصوصی می‌پردازد که ویتگنشتاین در تحقیقات فلسفی مطرح کرده است. کریپکی پارادوکسی ویتگنشتاینی را در فصل دوم مطرح می‌کند که امکان پیروی از قاعده را زیر سؤال می‌برد. کریپکی در فصل سوم یک «راه‌حل شکاکانه» (به مفهومی که هیوم این اصطلاح را در کاوشی در خصوص فهم بشری به کار می‌گیرد) عرضه می‌کند.
تکواژ چندوجهی «کریپکنشتاین» (به انگلیسی: Kripkenstein) گاهی برای ارجاع به شخصی به کار می‌رود که مدافع استدلال شکاکانه‌ای است که کریپکی به ویتگنشتاین نسبت می‌دهد.
به نوشته‌ی دانشنامهٔ فلسفهٔ استنفورد، کتاب کریپکی کمابیش پایان‌دهنده‌ٔ خوانشی از استدلال زبان خصوصی ویتگنشتاین است که، پیش از انتشار این کتاب، خوانش متعارف محسوب می‌شد. گفته‌اند که این کتاب تأثیرگذارترین و بحث‌برانگیزترین کتابی در مورد ویتگنشتاین است که بعد از ۱۹۸۰ منتشر شده است.
کاوه لاجوردی و حمیدرضا محمدی دو ترجمهٔ فارسی از این کتاب عرضه کرده‌اند. نقدی بر ترجمهٔ لاجوردی به قلم علی صبوحی منتشر شده است.